# 鲁瑟林山隧道
鲁瑟林山隧道是瑞士汝拉州的一座高速公路隧道，承载瑞士A16高速公路穿过鲁瑟林山，全长3550米，1989年开工，1998年通车。